# Huétor Santillán
Huétor Santillán é um município da Espanha na província de Granada, comunidade autónoma da Andaluzia, de área 93,27 km² com população de 1798 habitantes (2007) e densidade populacional de 18,30 hab/km².

## Demografia
| Variação demográfica do município entre 1991 e 2004 | Variação demográfica do município entre 1991 e 2004 | Variação demográfica do município entre 1991 e 2004 | Variação demográfica do município entre 1991 e 2004 |
| --------------------------------------------------- | --------------------------------------------------- | --------------------------------------------------- | --------------------------------------------------- |
| 1991                                                | 1996                                                | 2001                                                | 2004                                                |
| 1527                                                | 1687                                                | 1812                                                | 1706                                                |